# Aethes hoenei
Aethes hoenei es una especie de polilla del género Aethes, categorizada en la tribu Cochylini, de la subfamilia Tortricinae.

## Distribución
Se distribuye por China.

## Taxonomía
Fue descrita por Razowski en 1964 y publicada en (Aethes), Acta zool. cracov. 9: 347.